# Nyim, Somogy
Nyim  este un sat în districtul Siófok, județul Somogy, Ungaria, având o populație de 289 de locuitori (2011). 

## Demografie
Componența etnică a satului Nyim
     Maghiari (96,11%)
     Necunoscut (3,89%)
     Alții (3,89%)
Componența confesională a satului Nyim
     Romano-catolici (55,36%)
     Reformați (15,57%)
     Fără religie (4,84%)
     Greco-catolici (2,42%)
     Necunoscută (21,8%)
Conform recensământului din 2011, satul Nyim avea 289 de locuitori. Din punct de vedere etnic, majoritatea locuitorilor (96,11%) erau maghiari. Apartenența etnică nu este cunoscută în cazul a 3,89% din locuitori.  Din punct de vedere confesional, majoritatea locuitorilor (55,36%) erau romano-catolici, existând și minorități de reformați (15,57%), persoane fără religie (4,84%) și greco-catolici (2,42%). Pentru 21,8% din locuitori nu este cunoscută apartenența confesională.